# Серф, Винтон

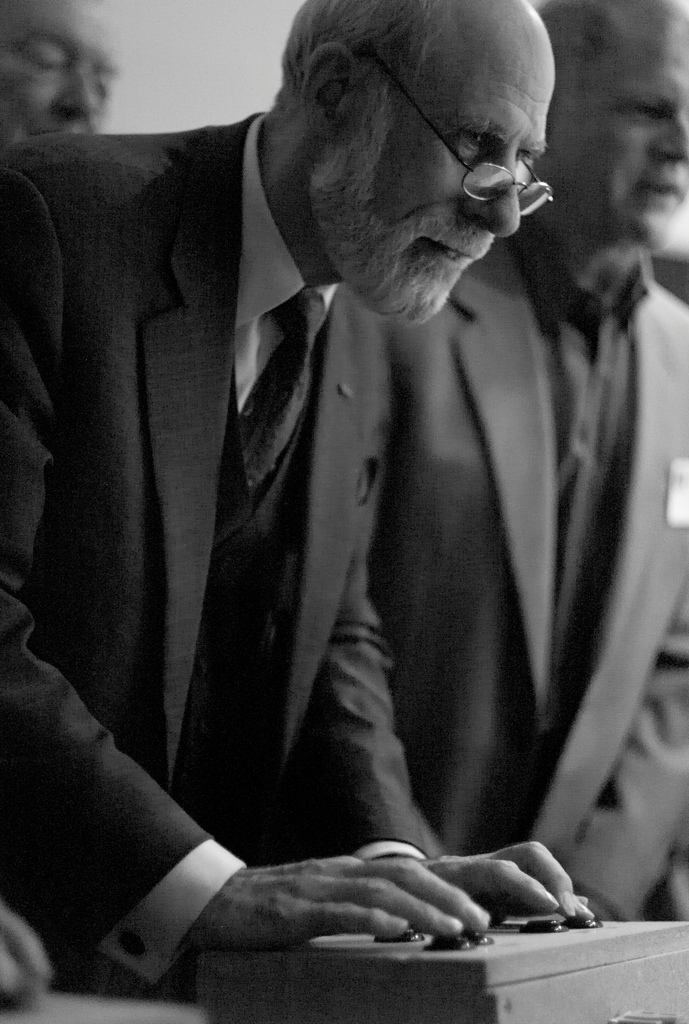
Серф играет в Spacewar! в Музее компьютерной истории, 2007 год

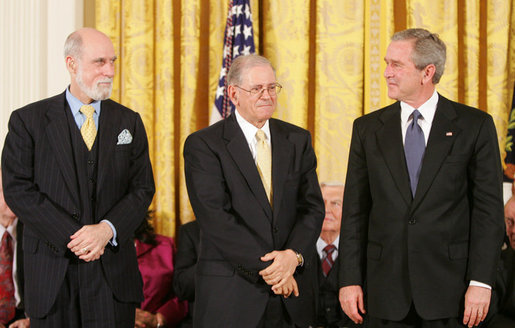
Серф и Кан с бывшим президентом США Джорджем У. Бушем на вручении Президентской медали Свободы, 2005 год

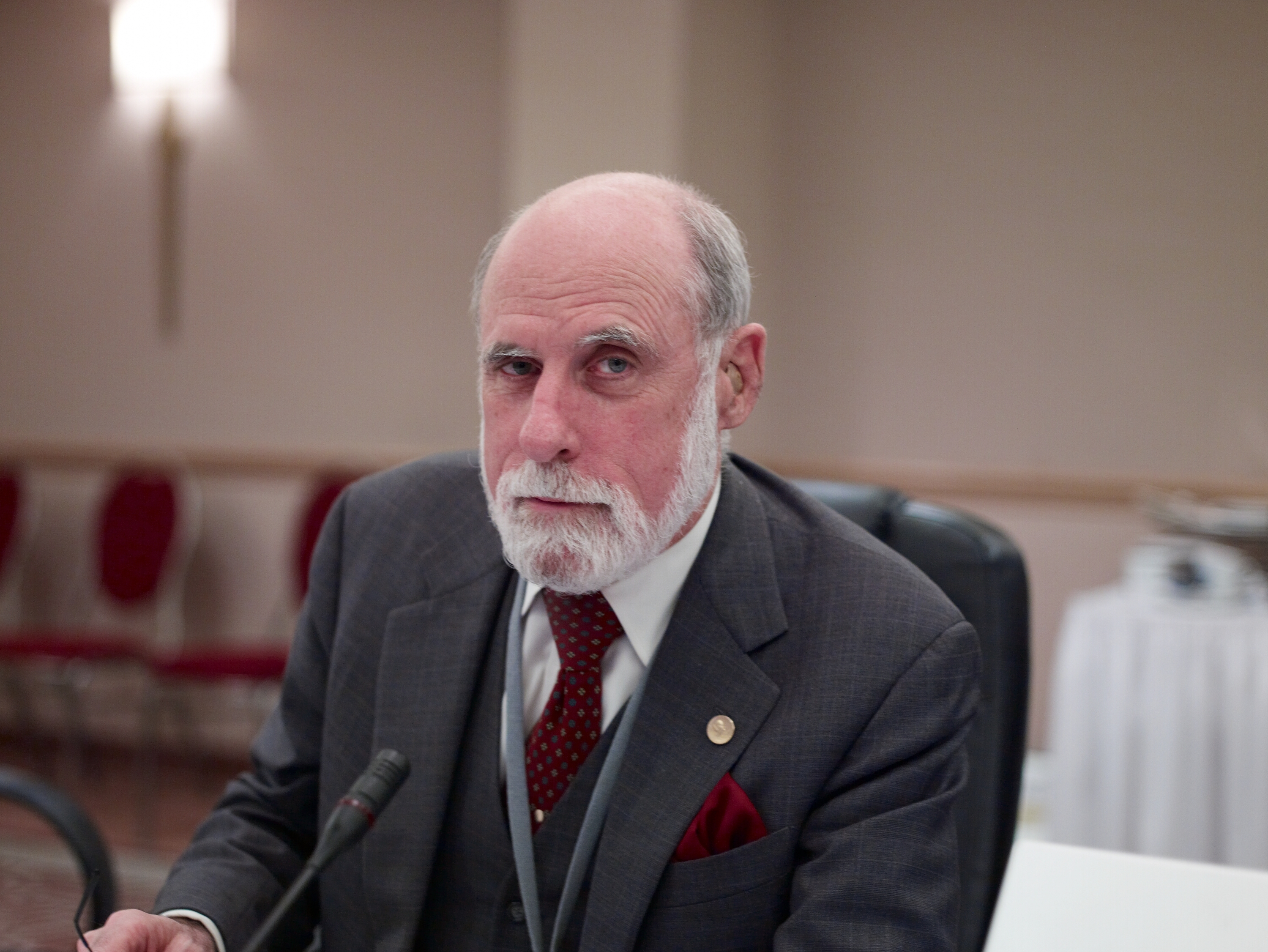
Серф на конференции ICANN, 2007 год

Винтон Грей Серф (англ. Vinton Gray “Vint” Cerf; 23 июня 1943 года, Нью-Хейвен (Коннектикут), США) — американский учёный в области теории вычислительных систем, один из разработчиков стека протоколов TCP/IP, нередко называемый «отцом интернета».
Член Национальной инженерной академии США (1995), Национальной академии наук США (2020), Американского философского общества (2008), иностранный член Лондонского королевского общества (2016).
Лауреат премии Тьюринга (2004) и других наипрестижнейших отличий.

## Биография
Серф окончил школу в Лос-Анджелесе, поступил в Стэнфордский университет, где получил степень бакалавра по математике в 1965 году. Получив высшее образование, Серф поступил на работу в IBM, где содействовал разработке языка программирования QUIKTRAN. Однако, спустя два года он покинул компанию и вернулся в вуз, поступив в Калифорнийский университет в Лос-Анджелесе. Там он получил степени магистра и (1972) степень доктора по информатике. В течение учёбы Серф работал под руководством профессора Леонарда Клейнрока, известного реализацией подключения университета к ARPANET, предшественнику Интернета. Там он познакомился с Робертом Каном. После учёбы Серф устроился доцентом в Стэнфордском университете и проработал там четыре года.
С 1976 по 1982 год Винтон Серф работал на Агентство по перспективным оборонным научно-исследовательским разработкам США (DARPA). После этого он работал четыре года в MCI Inc., а затем в Корпорации национальных исследовательских инициатив (CNRI) до января 1994 года.
В 1997 году Серф, страдающий пониженным слухом, становится одним из руководителей Галлаудетского университета — государственного вуза для обучения глухих и слабослышащих людей.
С 1999 по 2007 возглавлял руководство организации ICANN.
С сентября 2005 года Винтон Серф является вице-президентом и «главным проповедником интернета» («верховный апостол») в корпорации Google (недоступная ссылка).
В 2008 году доктор Серф возглавил комитет IETF по разработке и внедрению интернационализованных доменных имён. 
Серф является сопредседателем Campus Party Silicon Valley, американского издания одного из крупнейших технологических фестивалей в мире, наряду с Эл Гор и Тимом Бернерсом-Ли. С 2009-2011 гг. Серф был избран членом Совета управляющих Smart Grid Interoperability Panel (SGIP). SGIP является государственно-частным консорциумом, созданным NIST в 2009 году, и представляет собой форум для предприятий и других заинтересованных групп для участия в координации и ускорении разработки стандартов для развивающейся Smart Grid. Серф был избран на двухлетний срок в качестве президента Ассоциации вычислительной техники (ACM) с 1 июля 2012 года. 
16 января 2013 года президент США Барак Обама объявил о своём намерении назначить доктора Серфа на ключевой пост администрации Национального совета науки. Серф также входит в число 15 членов совета управляющих Международного института информационных технологий в Хайдарабаде.

## Награды, отличия, почести
- 1993 — EFF Pioneer Award
- 1996 — Yuri Rubinsky Memorial Award
- 1996 — C&C Prize
- 1996 — SIGCOMM Award
- 1997 — Национальная медаль США за технологию и инновацию[12]
- 1997 — Золотая медаль имени Александра Грэма Белла
- 1998 — Премия Маркони
- 2000 — Library of Congress Living Legend[13] (недоступная ссылка)
- 2002 — Премия принца Астурийского в технических и научных исследованиях
- 2004 — Премия Тьюринга совместно с Робертом Каном «за пионерскую работу по проблеме межсетевого обмена (англ. internetworking), включая разработку и реализацию основных Интернет-протоколов, TCP/IP и за ведущую роль в области компьютерных сетей»[14]
- 2005 — Президентская медаль Свободы
- 2006 — Цепь ордена Святых Кирилла и Мефодия (Болгария)[15]
- 2006 — Введен в National Inventors Hall of Fame совместно с Робертом Каном
- 2008 — Премия Японии
- 2008 — Freedom of the City (Лондон)
- 2010 — Премия Гарольда Пендера
- 2010 — Почётный доктор МГИМО
- 2012 — Зал славы Интернета
- 2013 — Премия королевы Елизаветы II в области инженерного дела
- 2014 — Орден Креста земли Марии I степени (Эстония)[16]
- 2015 — Почётный доктор Сент-Эндрюсского университета
- 2018 — Медаль Бенджамина Франклина
- 2023 — Медаль почёта IEEE